# No Comply
No Comply är en 12"-singel av Göteborgsbandet The Studio som utkom 2006 på deras eget skivbolag Information. Skivan pressades i Karlsdorf i en upplaga av 500 exemplar som fort sålde slut. Skivan har katalognummer: INF001.

## Låtar
- A:sida: "No Comply" - 5:41
- B:sida: "Radio Edit" - 9:52